# Laivasaari (ö i Södra Savolax, S:t Michel, lat 61,77, long 27,47)
Laivasaari är en halvö i Finland. Den ligger i sjön Hanhijärvi och i kommunen Sankt Michel i den ekonomiska regionen  S:t Michel och landskapet Södra Savolax, i den södra delen av landet, 220 km nordost om huvudstaden Helsingfors.